# Nom d'Horus

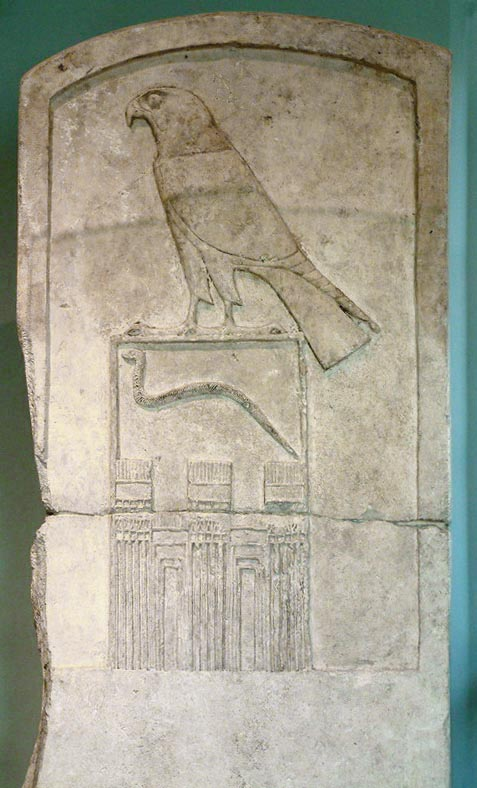
Estela del faraó Dyet amb Horus i el serekh.

El nom d'Horus era un dels noms dels faraons en la seva titulació. Estava escrit generalment en un serekh, una representació de la façana de palau, i el nom del faraó estava inscrit dins la façana en caràcters jeroglífics. De manera habitual la imatge d'un falcó, representació del deu Horus, estava posat al damunt o al darrere. És el nom més antic dels faraons originada en el període pre-dinàstic i molts dels antics faraons només són coneguts per aquest nom. El rei era probablement la reencarnació terrenal d'Horus, el fill d'Hathor (o Hathor-Isis), més tard conegut com el Brau Fort de la seva Mare. Almenys un faraó de la dinastia II d'Egipte, Peribsen, va utilitzar la imatge del deu Seth en lloc d'Horus, potser a causa d'un conflicte religiós; el seu successor Khasekhemui va posar els símbols de Set i Horus sobre el seu nom. Posteriorment ja sempre apareix la imatge d'Horus al costat del nom del faraó. En el regne Nou el nom d'Horus fou sovint escrit sense estar dins un serekh.